# Rezerwat przyrody Ponty Dęby
Rezerwat przyrody Ponty Dęby – leśny rezerwat przyrody położony na terenie gminy Pionki w powiecie radomskim (województwo mazowieckie). Leży na gruntach będących w zarządzie Nadleśnictwa Kozienice, w granicach Kozienickiego Parku Krajobrazowego oraz dwóch obszarów sieci Natura 2000: siedliskowego „Puszcza Kozienicka” PLH140035 i ptasiego „Ostoja Kozienicka” PLB140013.

## Informacje ogólne
Dojazd do rezerwatu możliwy jest z trzech stron: od wschodu (wieś Przejazd), od zachodu (wieś Jaroszki) oraz od południa (drogą prowadzącą od drogi wojewódzkiej nr 737 Radom - Kozienice). Teren, który obejmuje rezerwat miał być włączony do bezpośrednio sąsiadującego z nim rezerwatu przyrody Ponty im. T. Zielińskiego (istniejącego od 1978 roku). Jednakże w 1998 roku podjęto decyzję o utworzeniu osobnego rezerwatu.
Rezerwat przyrody Ponty Dęby zajmuje powierzchnię pow. 50,3916 ha. Posiada otulinę o powierzchni 1,82 ha.
Został utworzony dla zachowania różnowiekowych naturalnych drzewostanów mieszanych z dominującym tu dębem szypułkowym i dębem bezszypułkowym, z domieszkami jodły oraz świerka. Drzewostany w wieku do 200 lat z gonnymi dębami należą do najciekawszych pod względem hodowlanym i technicznym w Puszczy Kozienickiej. Na terenie rezerwatu gniazduje ponad 40 gatunków ptaków, m.in. dzięcioł czarny i jastrząb.
Na mocy obowiązującego planu ochrony ustanowionego Zarządzeniem Regionalnego Dyrektora Ochrony Środowiska w Warszawie z dnia 27 grudnia 2018, obszar rezerwatu objęty jest ochroną czynną.

## Turystyka
W pobliżu rezerwatu przechodzi szlak turystyczny
- żółty: Pionki Zachodnie – Ponty – Pionki.